# Герб гмины Бараново
Герб гмины Бараново (пол. Herb gminy Baranowo) — официальный символ гмины Бараново, расположенной в Мазовецком воеводстве Польши.

## Описание
Официальное описание герба гмины Бараново:

В поле зелёном золотой ястреб, держащий в правой лапе золотое же клеймо пчеловода в форме стилизованной буквы «B». Всё на щите испанского типа.
Оригинальный текст (пол.)W polu zielonym jastrząb złoty trzymający w prawej łapie takież znamię bartne w kształcie stylizowanego inicjału „B”. Całość na tarczy typu hiszpańskiego.— Gmina Baranowo
Проект герба гмины был разработан геральдистами Камилем Войчиковским и Робертом Фидурой. Герб относится к истории, культуре и природным условиям гмины. Ястреб заимствован из дворянского герба Ястршембец, носителями которого были основатели поселения — Барановские и Будные. Клеймо в форме стилизованной буквы «B», которое держит ястреб, указывает на название гмины и символизирует Курпийский край Мазовии, традиционным видом деятельности жителей которого с давних пор является пчеловодство. Зелёное поле герба символизирует Курпийский лес, а золотой цвет эмблем — мёд из местных ульев.